# Noumea (geslacht)
Noumea is een geslacht dat behoort tot de familie van de Chromodorididae. Het geslacht bestaat uit 30 beschreven soorten.

## Soorten
- Noumea alboannulata
- Noumea angustolutea
- Noumea aureopunctata
- Noumea cameroni
- Noumea catalai
- Noumea closei
- Noumea crocea
- Noumea decussata
- Noumea flava
- Noumea gloriosa
- Noumea haliclona
- Noumea hongkongiensis
- Noumea laboutei
- Noumea margaretae
- Noumea nivalis
- Noumea parva
- Noumea protea
- Noumea purpurea
- Noumea regalis
- Noumea romeri
- Noumea spencerensis
- Noumea subnivalis
- Noumea sudanica
- Noumea sulphurea
- Noumea tasmaniensis
- Noumea varians
- Noumea verconiforma
- Noumea violacea